# Municipio de Naucalpan de Juárez
El municipio de Naucalpan de Juárez es uno de los 125 municipios que integran el Estado de México, su cabecera es la localidad de Naucalpan de Juárez. Es el municipio más industrializado del estado, seguido por la capital, Toluca. Limita al este con las alcaldías Miguel Hidalgo y Azcapotzalco, al sur con el municipio de Huixquilucan y la alcaldía de Cuajimalpa de Morelos, al norte con Tlalnepantla de Baz y Atizapán de Zaragoza y al oeste con Jilotzingo y Xonacatlán.[cita requerida]
Compuesto por siete pueblos originarios (Francisco Chimalpa, San José Río Hondo, Remedios, San Antonio Zomeyucan, San Mateo Nopala, Santa María Natívitas Echegaray, Santiago Tepatlaxco y San Bartolo), 311 colonias y 151 códigos postales, es de los municipios con mayor aportación al PIB estatal.
Es reconocido por ser, junto a sus vecinos Huixquilucan y Tlalnepantla de Baz, de los municipios con mayor afluencia económica en el Estado de México, producto de su cercanía a la Ciudad de México y albergar fraccionamientos consolidados como de clase media, media-alta y alta, como Ciudad Satélite, Lomas Verdes, Paseos del Bosque, Vista del Valle, entre otros. Sin embargo, problemas como la pobreza, escasez de agua y delincuencia continúan siendo un problema para el 32% de la población del municipio, es decir, cerca de 300 000 personas.
Es un municipio con vocación de Turismo de Reuniones ya que cuenta con la infraestructura, conectividad, servicios, cadena de valor, restaurantes, capacidad hotelera, entre otros para poder realizar eventos como Congresos, Convenciones, Expos y Ferias más importantes para la promoción del turismo de reuniones a nivel Nacional e Internacional.

## Elementos identitarios

### Toponimia

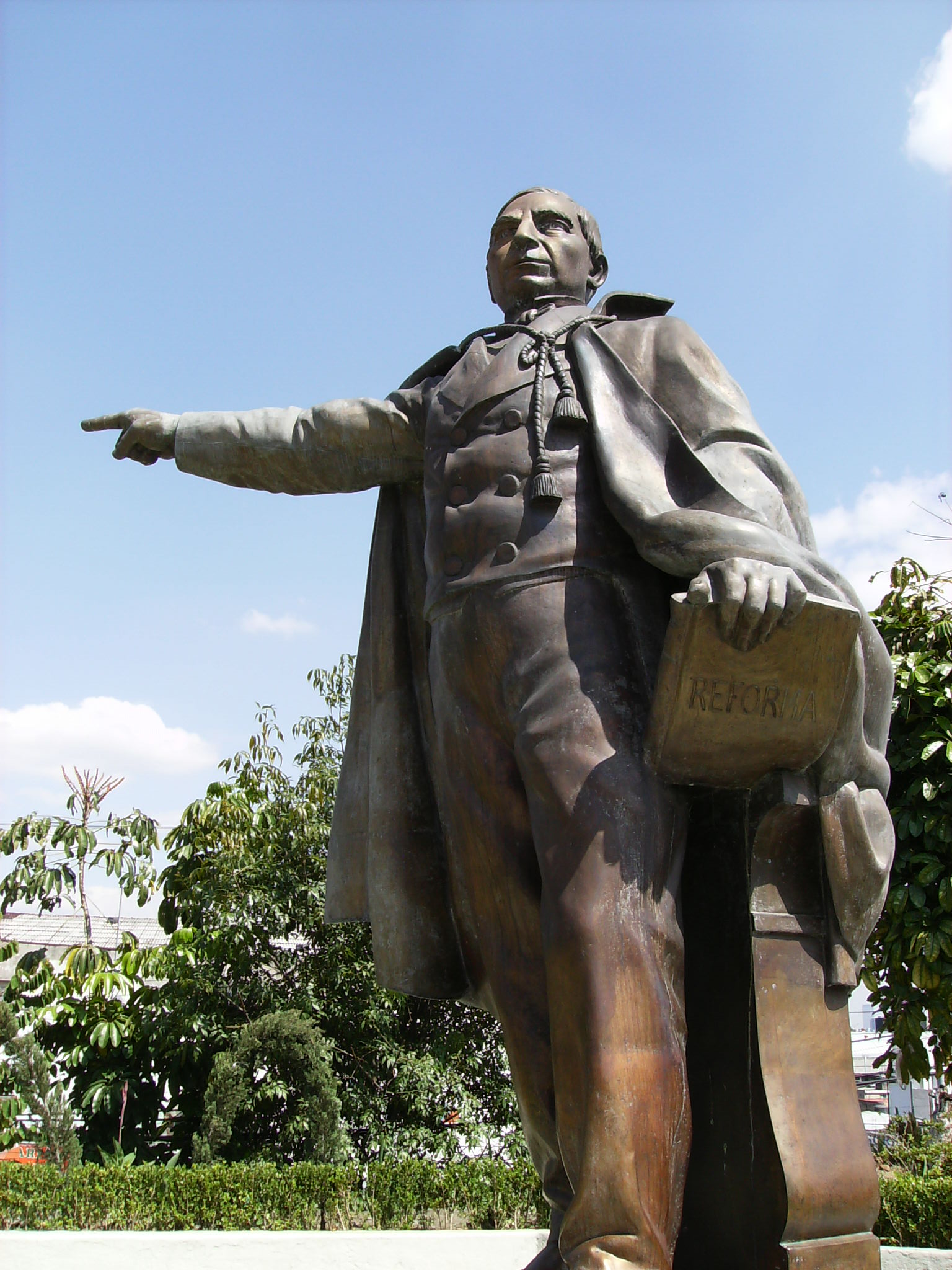
El municipio lleva el apelativo en honor a Benito Juárez.

El nombre Naucalpan se compone por la contracción gramatical nau: "cuatro", calli: "casa" y pan: "lugar sobre"; "sobre las cuatro casas". El apelativo de Juárez, fue agregado en honor al expresidente mexicano Benito Juárez. En la época novohispana, como en el resto de los pueblos del actual México, el altépetl de Naucalpan fue consagrado a San Bartolomé.
El 31 de agosto de 1874, al pueblo de San Bartolo Naucalpan le fue dado el rango de Villa. El 30 de marzo de 1957 fue nombrada ciudad. A pesar del título recién adquirido, la situación política del país no le permitió disfrutar de la entidad territorial hasta el 19 de marzo de 1976, cuando recibió oficialmente el apelativo "de Juárez", por acuerdo del Congreso del Estado de México. en mención de haber sido sede de la presidencia itinerante de Benito Juárez y su sede temporal.

### Escudo
Lo integran, en la parte inferior un 'campana para denotar el lugar o sitio y sobre él, el signo de calli, "casa" y en la parte superior, el numeral nahui, "cuatro". Es una creación muy posterior a la época prehispánica, no obstante, cada uno de los tres símbolos que lo componen, las voces nahuas que lo identifican corresponden al nombre antiguo que el pueblo mexica le dio en el año de 1456.

### Glifo
El glifo náhuatl de Naucalpan está compuesto de cuatro anillos localizados en la parte superior, arriba del símbolo calpulli.

## Historia

### Época prehispánica

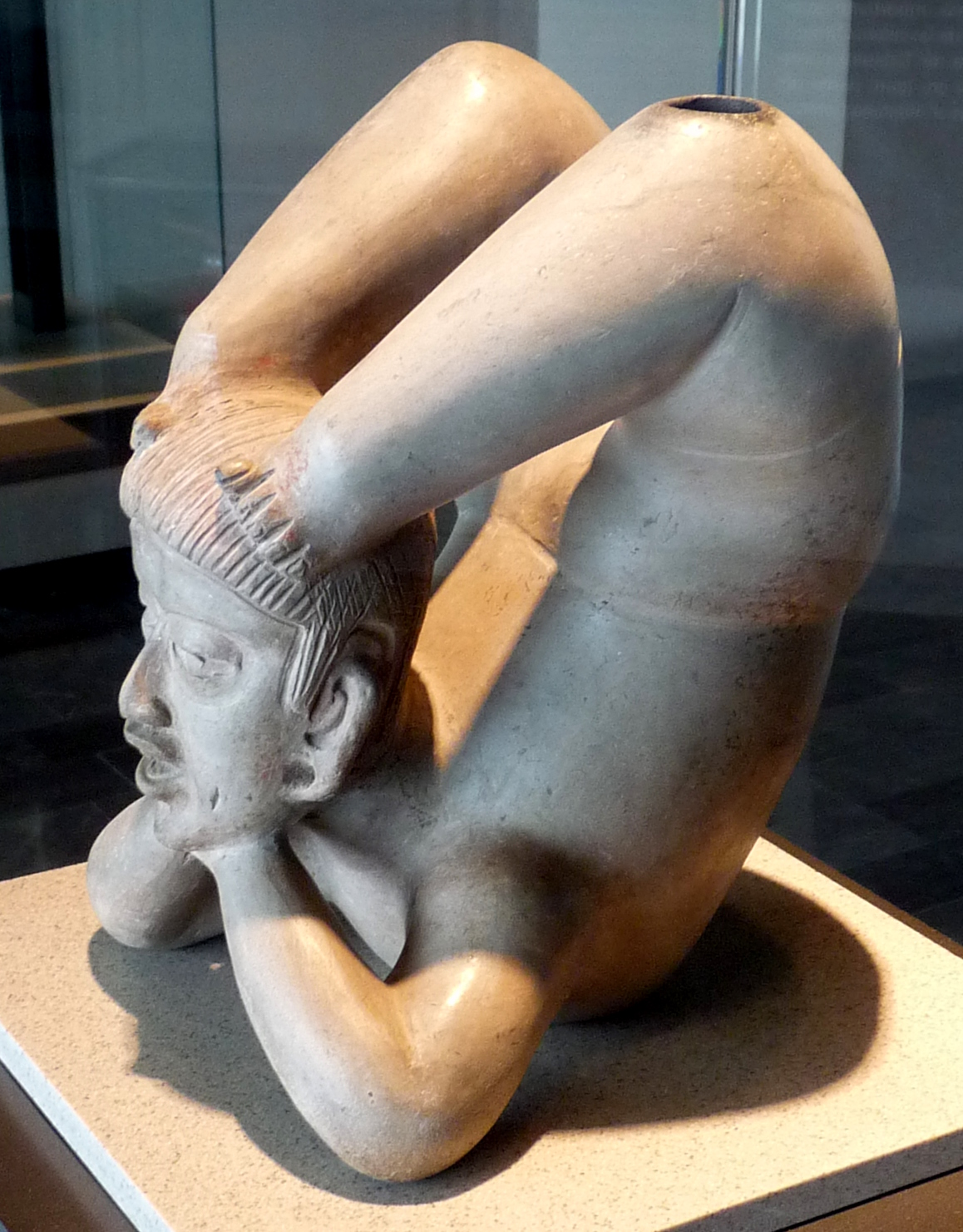
Cultura tlatilca.

En la cuenca de Anáhuac ya existía actividad humana desde hace veinte siglos. Durante el periodo Preclásico (1400 a 1300 a. de C.), un grupo olmeca llegó a la zona y contribuyó significativamente al nacimiento de la civilización tlatilca, ubicada en la actual zona de Los Cuartos, San Antonio Zomeyucan, Totolinga, la zona alta de San Francisco Chimalpa y el centro de Naucalpan. Los antiguos tlatilquenses, ubicados en el Cerro Tepalcate, fueron atraídos por la corriente del desarrollo teotihuacano.
En la época prehispánica, se constituyó originalmente como un barrio de Tlacopan (Tacuba) y sus habitantes pertenecían a la parcela otomí. Los hallazgos arqueológicos de Tlatilco, entre ellos vasijas decoradas con jaguares (cuyo culto estaba ampliamente esparcido) encontrados en los márgenes del río Hondo revelan los alcances sociales de aquella cultura, anterior a muchas otras del Valle de México, incluidas la teotihuacana o la mexica. Se han encontrado ruinas como la Pirámide del Conde, de antigüedad calculada entre mil y mil quinientos años, ubicada en la actual homónima colonia El Conde. 
Durante el Preclásico (1400 a 1300 a. de C.), un grupo olmeca llegó a la zona y contribuyó significativamente al enriquecimiento de la cultura Tlatilquense. A partir del año 1428, el territorio naucalpense perteneció al imperio tepaneca de Atzcapotzalco, pero derrotado este por la Triple Alianza, y desposeído de todos sus dominios, los monarcas de Tenochtitlán los cedieron al Señorío de Tlacopan.

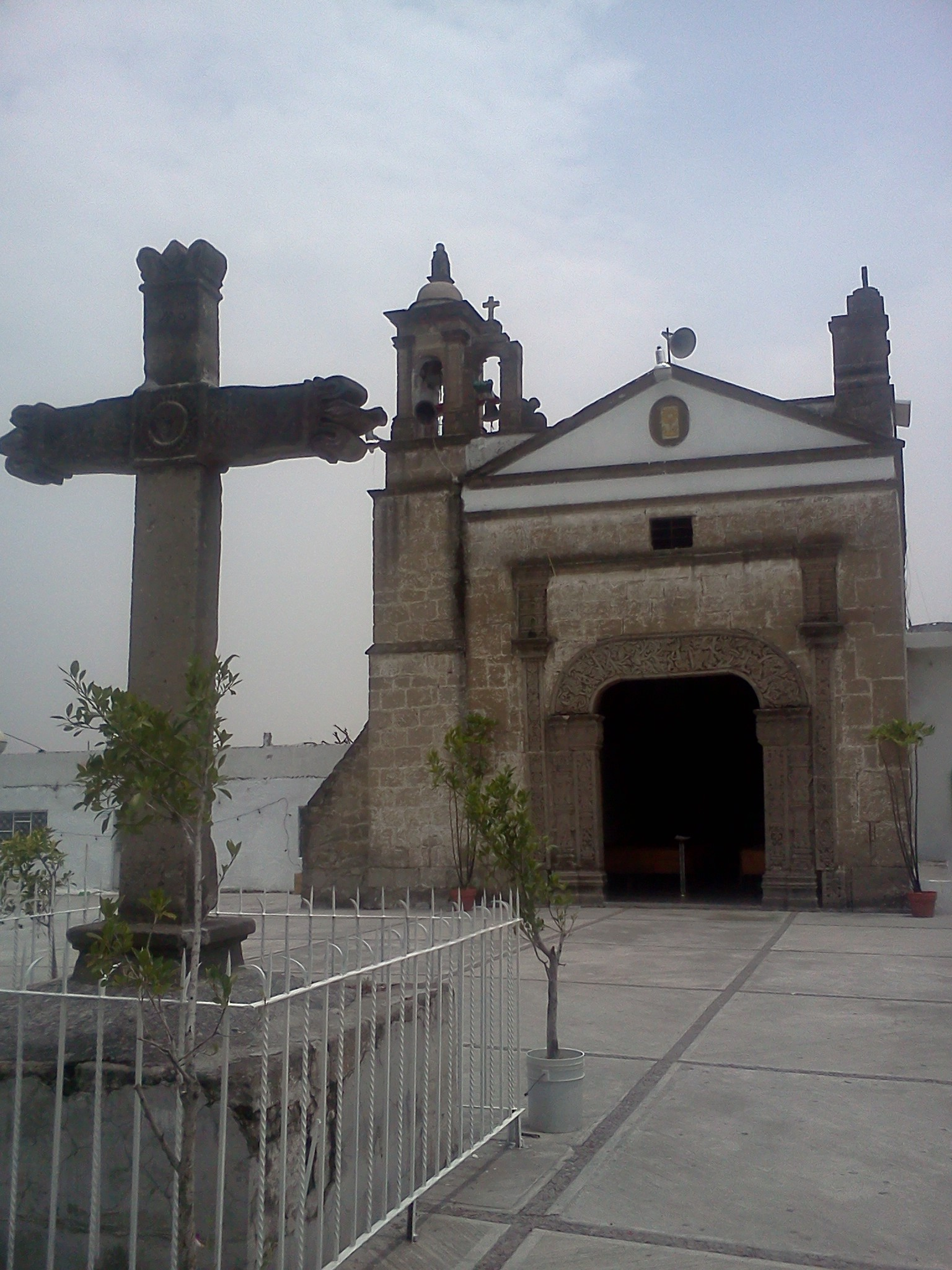
Templo de San Lorenzo.

En 1521, a la caída de la Gran Tenochtitlán, el Señorío de Tlacopan fue dominado por el ejército español y Naucalpan siguió correspondiendo a Tlacopan (hoy Tacuba).
Hernán Cortés otorgó a Isabel Moctezuma y Alonso de Grado, a manera de dote y arras, el pueblo de Tacuba y todos los que a él se hallaban sujetos: Huixquilucan y San Bartolomé Naucalpan, entre otros. Durante las segundas nupcias de la princesa azteca Isabel Moctezuma Tecuichpo Ixcaxochitzin, con Juan Cano de Saavedra, recibió como merced toda la zona de Tetl Olincan (actualmente San Francisco Chimalpa y San Lorenzo Totolinga), en donde cultivó viñas.

### Época colonial

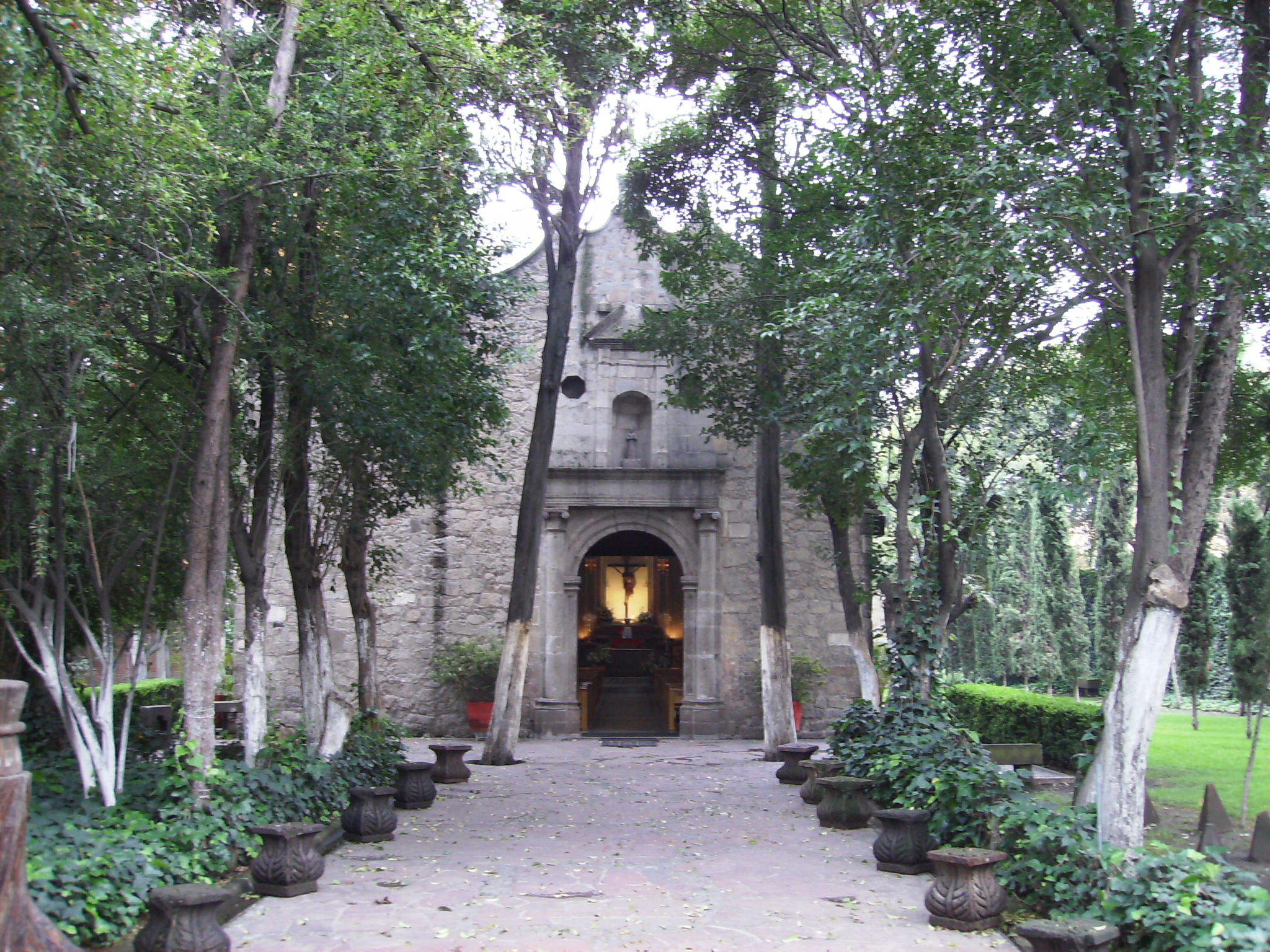
Iglesia de Santa María de Natívitas.

Desde el período novohispano, Naucalpan fue un importante sitio minero en el que se extraían arena, grava, cantera y cal. Así mismo, las principales actividades del sitio incluían la trituración de carbón para la Casa de Moneda, la extracción de materiales varios para la construcción de iglesias y edificios, entre ellos la Catedral de la Ciudad de México o el Palacio Nacional, en la Ciudad de México, favorecida entonces por su cercanía. La mayoría de las antiguas mina son accesibles hasta el día de hoy, pero se encuentran en desuso debido a la explosión demográfica y deterioro geográfico de las mismas. La mina de Chimalpa siga en operaciones. 
Se cree que fue en Naucalpan, durante el año de 1520, donde el ejército de Hernán Cortés, después de huir de Tenochtitlan, se detuvo ante la persecución mexica hasta la zona del Cerro de Otocampulco, donde lloró y lamentó su derrota ante los indígenas. El ahuehuete es conocido como el Árbol de la Noche Triste. Algunos investigadores aseguran que la ubicación se encuentra en Popotla, que hoy forma parte de Tacuba y otros historiadores afirman que se localiza en Totoltepec, hoy el Cerro de los Remedios.
Según la Mariofanía de la Virgen de los Remedios, escrita hacia el siglo XVII, durante la huida de Cortés y sus aliados, a su paso por Naucalpan, abandonaron la imagen de una virgen al pie de un maguey; años más tarde fue hallada por el cacique indígena Cuauhtli, por lo que ahí se edificó el Santuario de los Remedios, de 1574 a 1575, durante el gobierno del virrey Martín Enríquez.
En 1521, después de la caída de Tenochtitlan y con la evangelización de las culturas mesoamericanas, Naucalpan fue renombrada como San Bartolomé Naucalpan, construyéndose en 1595 uno de los templos más antiguos del municipio, ubicado a un costado de la actual Unidad Cuauhtémoc del IMSS. En 1574 comenzó la construcción del santuario de Nuestra Señora de los Remedios, y que concluyó en agosto de 1575. Este santuario fue posteriormente ampliado y en el año 2000 fue elevado al rango de basílica. A finales del siglo XVII el alarife Ildefonso Iniesta Bejarano inició la construcción del Acueducto de los Remedios (conocido ahora como "Los Arcos") luego de que fallara la extracción de agua con dos sifones (conocidos ahora como "Los Caracoles") para proveer fallidamente de agua al santuario y pueblo de Los Remedios que provenía desde San Francisco Chimalpa.

### México independiente
En 1810, al iniciar la Guerra de Independencia de México, y debido al avance del ejército insurgente de Miguel Hidalgo, el virrey Francisco Javier Venegas ordenó al ejército español llevar la imagen de la Virgen de los Remedios a la capital, invistiéndola como la Guardiana del Ejército español. El traslado ocurrió el 31 de octubre de 1810. Cuando la Guerra de Independencia finalizó, Naucalpan se volvió parte del vecino territorio de Tlalnepantla, con un gobierno propio. Cuando se fundó el Estado de México el 2 de marzo de 1824, se llamó a una elección para formar las municipalidades. Como resultado de esto el 1 de enero de 1826, Naucalpan se constituyó como una municipalidad.
Naucalpan fue el domicilio personal de Benito Juárez a su regreso de Nueva Orleans y su retiro posterior. Desde este lugar, partió hacia Querétaro el 5 de noviembre de 1860, meses antes de establecer la unión nacional en la Ciudad de México. Bajo el gobierno juarista, Naucalpan inició su proceso de industrialización. El mismo Juárez inauguró la Fábrica de Telas del Río Hondo "Fabrics Factory" en 1869, así como el actualmente conocido Puente Mexicas, un camino que cruzaba el Río de los Remedios, lo que ayudó a establecer una comunicación más rápida y expedita con la Ciudad de México. Otras empresas establecidas a inicios de la industrialización de la villa incluyen La Abeja, fábrica de hilazas, y el Molino de Trigo. 
Años después de la muerte de Juárez, el 3 de septiembre de 1874, el congreso del Estado de México otorgó a Naucalpan la categoría de Villa con el nombre de "Villa de Juárez".

#### Porfiriato
Porfirio Díaz inaugura la línea férrea México-Acámbaro y la estación de San Bartolo. En 1906 llega el alumbrado público a Naucalpan. El 8 de diciembre de 1894 se construyó la plaza de toros con estructura de madera llamada Toreo. Cincuenta años después, se relocalizó el Toreo (Cuatro Caminos) y se reconstruyó con una estructura de acero. 
Hoy en día ha sido demolida para la construcción de una plaza comercial, Parque Toreo concluida, además de ser plaza de toros, fue la arena de lucha libre. En 2008, Grupo Danhos compró el predio. El Toreo de Cuatro Caminos fue un icono de la historia de la Zona Metropolitana de la Ciudad de México. En la estación del Metro Cuatro Caminos se puede ver la silueta del domo, hoy demolido.

#### Revolución mexicana
Varios personajes de la Revolución mexicana surgieron del territorio municipal, entre ellos Román Díaz Rosas, Arnulfo Chávez, Alfredo Basurto García, Camilo Santos, Encarnación Díaz, Ezequiel Villavicencio, Felipe Ángel Fortuño Miramón, Joaquín Bolaños Camacho, Luis Medina Barrón, Manuel Ramírez de Arellano, Manuel Villanueva, Rodolfo González Guevara y Toribio Velasco. En 1821, apareció el diario militar de los hermanos Bernardo (padre de Mariano Miramón) y Joaquín Miramón, cuyo principal redactor fue Joaquín Fernández de Lizardi.[cita requerida]

### México moderno
En 1947 concluyó la construcción del Toreo de Cuatro Caminos. Con una estructura en cúpula y capacidad mayor que la anterior estructura, fue utilizado no solo como un escenario de lidia de toros, sino también adecuado para conciertos y otros eventos como lucha libre y box. El expresidente Miguel Alemán Valdés estuvo involucrado directamente en el proyecto de reubicación de la Plaza "El Toreo" de Cuatro Caminos, pues él era propietario del Rancho La Herradura, localizado en la parte norte de Naucalpan.
Naucalpan alcanzó la categoría de ciudad en 1957. El mismo año comenzó la construcción del desarrollo residencial Ciudad Satélite, sobre las tierras del Rancho La Herradura, otorgadas por el expresidente Miguel Alemán. El político conservó una parte del terreno sobre el cual construyó una mansión, ubicada en el Circuito Médicos y diseñada por los mismos arquitectos responsables por todo el desarrollo. En los años siguientes se dio un gran crecimiento urbano creándose centros residenciales como Lomas Verdes, Jardines de San Mateo y Bosques de Echegaray, entre otros.
En 1976, el Congreso del Estado de México otorgó a la municipalidad el nombre de Naucalpan de Juárez. En 1977, el Sistema Municipal para el Desarrollo Integral de la Familia DIF, se fundó como Instituto Nacional de Protección a la Infancia (INPI); pero es en 1977 cuando se fusiona con el Instituto Mexicano de Asistencia a la Niñez (IMAN) y nace el Sistema para el Desarrollo Integral de la Familia (DIF), cuyo principal objetivo es brindar servicios de asistencia social. En 1981 la zona ejidal conocida como el "Ejido de Oro" es convertida en parque municipal "Naucalli" y campos de fútbol americano. 
Desde 1984, el municipio cuenta con un enlace a la Ciudad de México con la extensión de la Línea 2, terminando en San Esteban y cercana a la colonia Argentina Poniente de la delegación Miguel Hidalgo. Diversas rutas de la paraestatal empresa de transporte público Ruta 100, atravesaban o finalizaban sus rutas en el municipio, como la ruta línea México-Tacuba-Huixquilucan que va de Chimalpa a Metro "4 Caminos" y SARO 109B de la estación del Metro Colegio Militar a la colonia Palo Solo; unos años después, se extendió a La Celco (ambos en Huixquilucan), una zona popular. Así mismo, se crearon algunas rutas hacia la colonia San Bartolo, provistas por los entonces Sistemas Troncales del Estado de México y Ruta 100 del Distrito Federal.
A causa del terremoto de 1985, el municipio de Naucalpan sufrió una explosión demográfica, principalmente en el área de Chamapa que colinda con Huixquilucan, en donde se tenían planeados fraccionamientos como el de Izcalli Chamapa, pero a consecuencia del terremoto, se alteró el desarrollo urbano resaltando los asentamientos irregulares como Minas Coyote, Los Cuartos, La Mancha, Olímpica Radio, lo que conllevó a que la zona de Chamapa sea el área más poblada dentro del municipio.
En 2008, fue adquirido por el Grupo Inmobiliario Danhos en una transacción que superó los 25 millones de dólares. La demolición comenzó en septiembre de ese mismo año para concluirlo en febrero de 2009. En febrero de 2012 comenzó la construcción del mega complejo comercial “Toreo Parque Central”. La obra consta de un centro comercial de cinco niveles, un hotel de 140 habitaciones y tres torres de oficinas. Todo el desarrollo, según informó la constructora Grupo Danhos, propietaria del predio, tendrá una inversión de 600 millones de dólares. La inauguración se llevó a cabo en 2015.
El exalcalde priista, David Sánchez Guevara, fue preso en el Penal de Otumba, en el Estado de México, por el desvío de 9 millones de pesos, destinados a la adquisición de uniformes para empleados de la ciudad. Además, fue acusado de otro desvío por 408 mil pesos para la construcción de un andador y enfrenta un juicio por el desvío de 5 millones 824 mil 895 pesos, del Programa Banqueta Digna. Quedó libre en enero de 2018.
En el año 2019 se inició la reconstrucción de la cabecera municipal, ubicada en San Bartolo; y finalmente se entregó en marzo de 2021, dándole así una nueva vista.

## Geografía

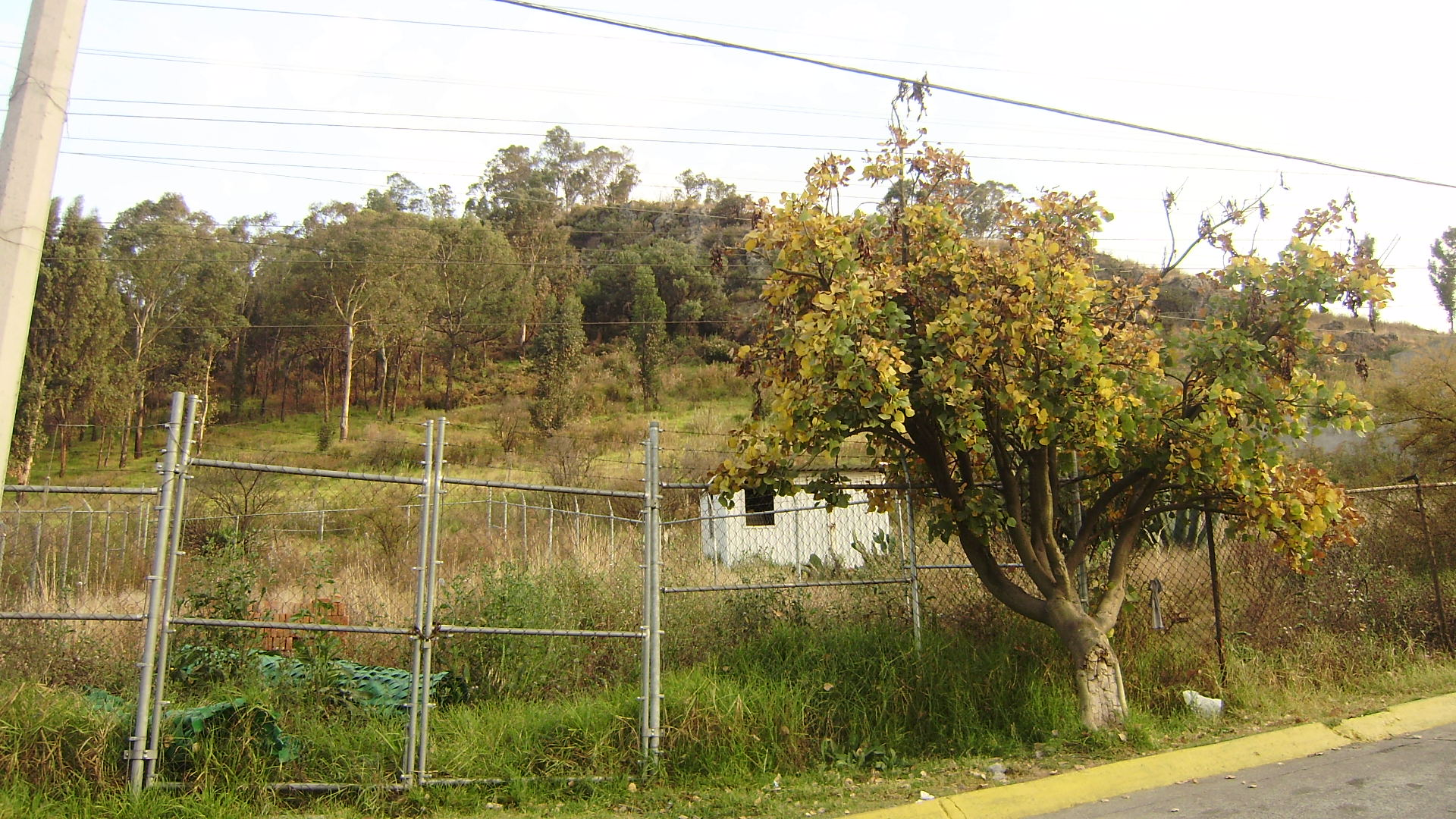
Ladera del Cerro de Moctezuma.

La geografía del municipio se compone, principalmente, de colinas, laderas y cerros. El principal es el Cerro de Moctezuma. Tiene una extensión territorial de 155.70 km², del cuales 55 % se considera no urbano, y 45 % urbano. Tiene una elevación media de 2275 m s. n. m. con una elevación máxima de 3650 m s. n. m.

### Orografía
Destacan los cerros del Órgano y La Malinche con 3650 m s. n. m.; le siguen la Cantera, El Cedral, San Joselito, La Plantación y Peña del Rayo; La Palma, Cerro Gordo, El Cerrito, El Salto y San Miguel de las Pulgas; el Ojuelo, Chimalpa Viejo y Tronco Blanco; en el centro los Cerros de Nopala Remedios, Moctezuma, El Cabrito, los Guajolotes, Monte de la Ascensión, Las Piedras, Loma Panda, Cerro de la Escalera, El Cedazo, Juan Guitarras y el Ocotillo.

### Clima
El clima de Naucalpan, como el del Valle de México, varía según la estación del año. En verano se observa un clima templado subhúmedo con lluvias. La temperatura media anual es de 15 °C, con máximas de 32 °C y mínimas de 3 °C. La precipitación promedio anual ronda los 807 mm, con mínima de 570 mm.

### Hidrología
Perteneciente a la Región Hidrológica n.º 26, Pánuco, Cuenca Río Moctezuma, el municipio cuenta con seis ríos (entre los que destacan el San Lorenzo Totolinga, el Los Remedios y el Hondo), siete presas (la más importante "Presa Madín"; la cual comparte con el Municipio de Atizapán de Zaragoza, debido a que se construyó en los límites de ambos municipios), Las Julianas, San Miguel Tecamachalco, Loma Colorada, Los Arcos, El Sordo y La Colorada), doce manantiales, tres acueductos entre los cuales destaca el Acueducto de los Remedios.

### Flora y fauna
Entre los árboles hay coníferas, encino, pirul, huizache, garambullo, trueno, cedro, alcanfor, fresno, álamo, ocote, y eucalipto; entre los arbustos: abrojo, escobilla, higuerilla y jarilla; entre los frutales: ciruelo, manzano, durazno, pera, perones, capulín y chabacanos; plantas de ornato: jacaranda y bugambilia.
La fauna está representada por: ardillas, tlacuaches, cacomixtles (Bassariscus sumichrasti, Bassariscus astutus, especie de mapache endémico) quizás en vías de recuperación o arribando a zonas urbanas a causa de la deforestación y urbanización de zonas rurales y por su gran adaptabilidad observado cerca de la zona industrial en fechas recientes (animal con mayor población al oriente de Ciudad de México) lagartijas, chapulines; algunas aves como gorrión común, cardenal, saltaparedes y dominico.

### Parques

##### Parque Naucalli

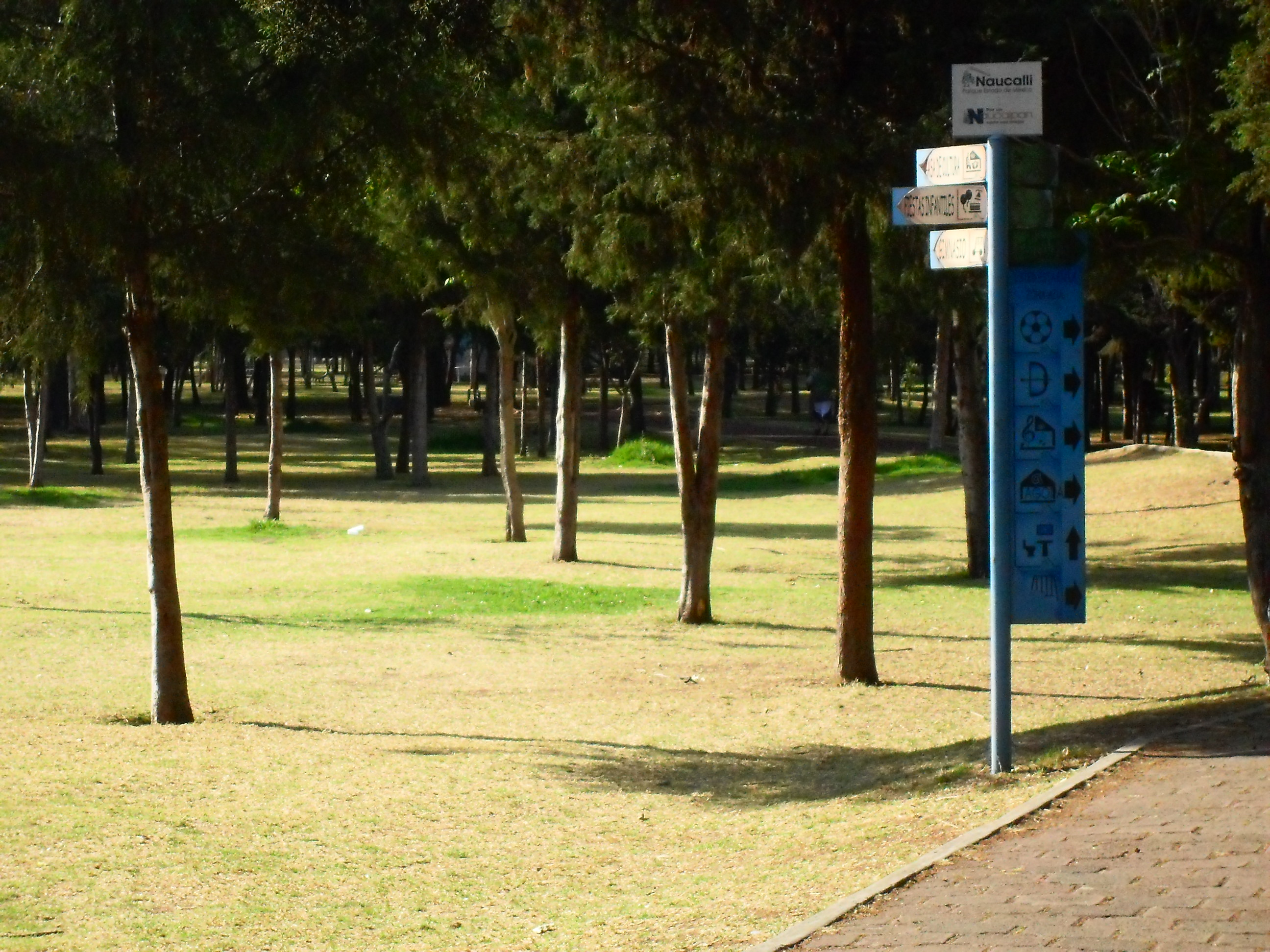
Parque Naucalli.

El Parque Naucalli se encuentra ubicado al norponiente de la Ciudad de México, al sur de Ciudad Satélite. Considerado como uno de los parques más importantes de la Zona Metropolitana del Valle de México. Originalmente fue un ejido denominado "El Oro", expropiado en el año de 1975 por peticiones de la sociedad civil, tratando de evitar la construcción de un área habitacional que aumentaría los problemas de urbanidad ya existentes en el área. En 1977 se inicia la reforestación de la zona, inaugurándose como parque en 1982. Desde entonces es un sitio muy frecuentado por los habitantes de la zona durante los fines de semana. Inicialmente funcionaba bajo la administración estatal y desde el año de 1994 bajo la administración municipal.
En el año de 1996 se crea un diseño de programas específicos en el área ecológica, deportiva, recreativa y cultural, y a partir de entonces empieza a tomar el lugar que ocupa actualmente, como el área de esparcimiento y cultural más importante del Valle de México. En su interior se encuentra el Foro Felipe Villanueva, la galería y teatro Él Ágora, así como espacios donde se imparten talleres. 

##### Parque nacional de los Remedios
Ubicado en el municipio de Naucalpan, Estado de México, el Parque Nacional Los Remedios es una de las áreas naturales protegidas de mayor relevancia en la Zona Metropolitana del Valle de México. Con una extensión aproximada de 400 hectáreas, este espacio no solo resguarda ecosistemas fundamentales para la biodiversidad local, sino que también alberga sitios de gran valor histórico y cultural.
Antecedentes y Declaratoria como Parque Nacional
El Parque Nacional Los Remedios fue decretado como área protegida el 15 de abril de 1938 por el entonces presidente Lázaro Cárdenas del Río. Su objetivo principal era preservar las zonas boscosas y garantizar la protección de la cuenca hídrica de la región, evitando la deforestación y la urbanización descontrolada. A lo largo de los años, ha enfrentado desafíos relacionados con la expansión urbana y la conservación de su ecosistema.
Importancia Ecológica
El parque es un refugio de biodiversidad dentro de un entorno altamente urbanizado. Su vegetación predominante incluye bosques de encino y pino, que contribuyen a la regulación del clima local y la captación de agua pluvial. Además, es hábitat de diversas especies de fauna silvestre, entre las que se encuentran aves, pequeños mamíferos e insectos polinizadores esenciales para el equilibrio ecológico.
Pese a su relevancia ambiental, el área enfrenta problemas como la tala ilegal, la contaminación y la presencia de asentamientos humanos irregulares, lo que ha puesto en riesgo su integridad. Organizaciones civiles y autoridades municipales han impulsado iniciativas para su restauración y conservación.
Valor Histórico y Cultural
El parque es conocido por albergar el Santuario de Nuestra Señora de los Remedios, un templo de gran relevancia en la historia de México. Según relatos históricos, la imagen de la Virgen de los Remedios fue traída por los conquistadores españoles y resguardada en este sitio durante la época de la Conquista. Con el tiempo, el santuario se convirtió en un importante centro de peregrinación.
Otro punto de interés es el Acueducto de Los Remedios, una obra de ingeniería colonial que forma parte del sistema hidráulico construido para abastecer de agua a la Ciudad de México. Su arquitectura, que data del siglo XVII, es un testimonio del desarrollo urbano y tecnológico de la época virreinal.
Uso y Actividades Actuales
Actualmente, el Parque Nacional Los Remedios es un espacio de recreación y esparcimiento para los habitantes de Naucalpan y zonas aledañas. Entre las actividades que se pueden realizar destacan el senderismo, el ciclismo de montaña y la observación de flora y fauna. Sin embargo, debido a la presión urbana, algunas áreas han sido deterioradas, lo que ha llevado a la implementación de programas de reforestación y vigilancia ambiental.
Las autoridades locales han promovido proyectos de rehabilitación, buscando equilibrar la conservación del ecosistema con su función recreativa y cultural. La participación ciudadana y el fortalecimiento de la normatividad ambiental son claves para garantizar su preservación a largo plazo.
El Cerro de Moctezuma
Es un cerro ubicado en el municipio de Naucalpan, al poniente de la Ciudad de México. Es zona arqueológica protegida por el Instituto Nacional de Antropología e Historia y formó parte del parque nacional Los de Naucalpan. Comprende un área de 91mil metros cuadrados, y en sus laderas se asientan las colonias Alcanfores, Balcones de San Mateo, El Mirador, Jardines de San Mateo, Bosques de Moctezuma y Laderas de San Mateo.
El Cerro de Moctezuma cuenta con vestigios arqueológicos de los periodos Preclásico y Posclásico. En él fueron hallados petroglifos calendáricos, arranques de muros de un observatorio u adoratorio mexica.

### Vías y transporte
Véase: Anexo:Rutas de transporte de Naucalpan

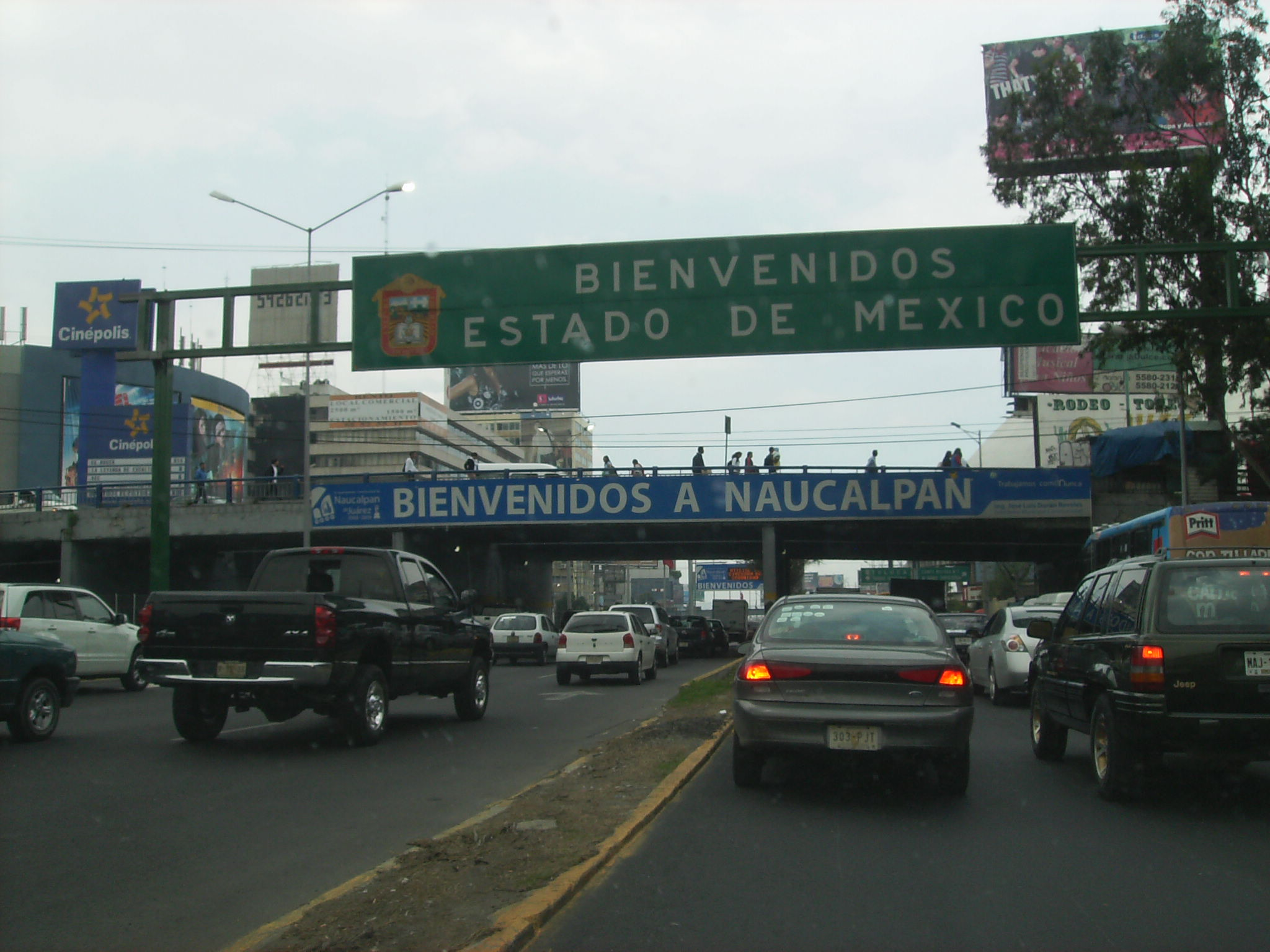
Periférico Norte.

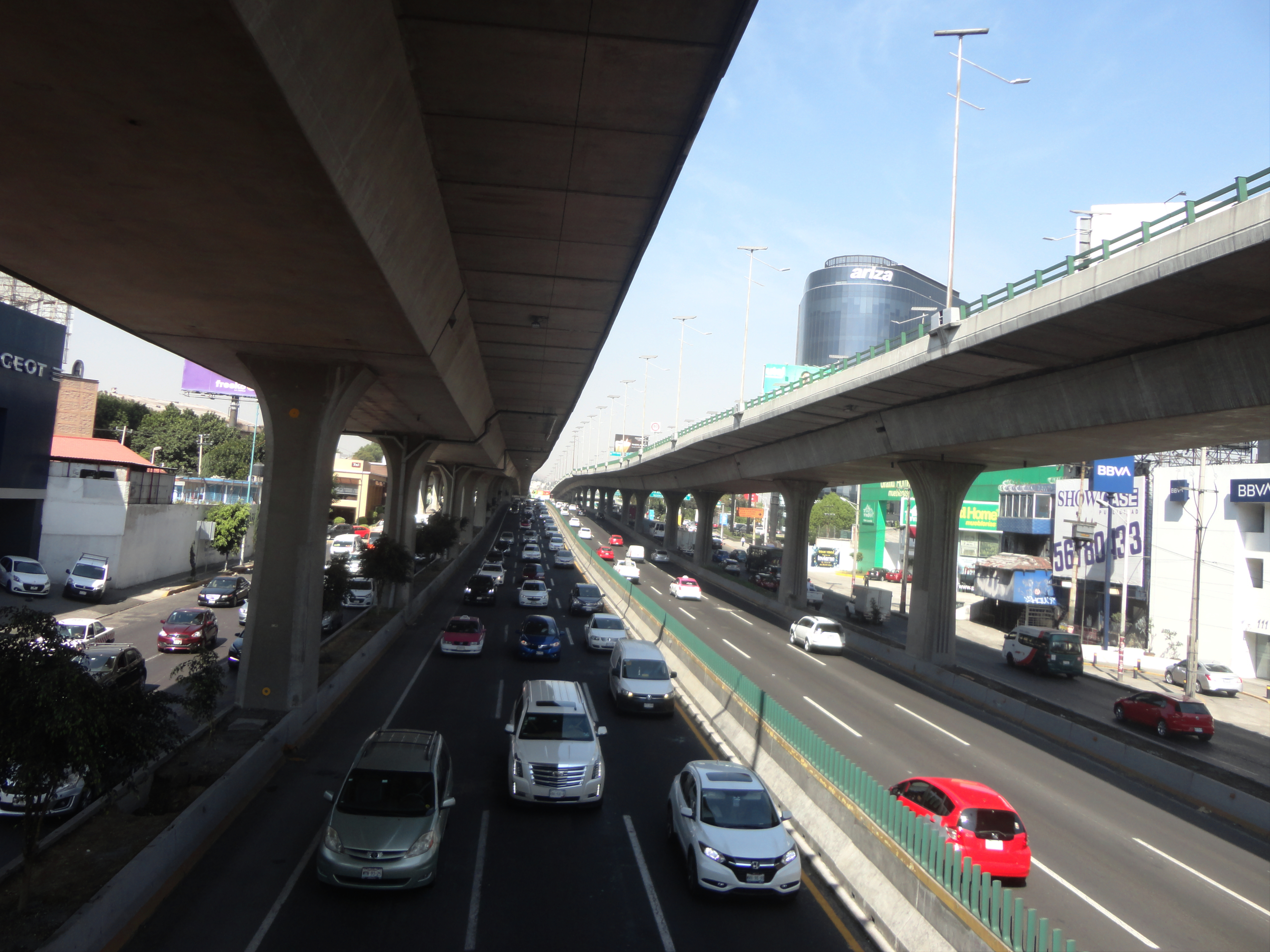
Blvd. Manuel Ávila Camacho

El municipio es atravesado por importantes vialidades, como el Anillo Periférico, las autopistas Naucalpan-Toluca, Chamapa-Lechería y la carretera libre Naucalpan-Toluca. La avenida Primero de Mayo es una de las vías principales para el transporte público, así como la vía Gustavo Baz que conecta con Tlalnepantla, entre otras. Por su ubicación estratégica, Naucalpan es uno de los municipios que recibe un número importante de rutas metropolitanas de transportes públicos, conocidos como microbuses, así como autobuses de pasajeros concesionados del Distrito Federal.
Algunas de las vialidades más importantes del municipio son:
- Anillo Periférico Norte Boulevard Manuel Ávila Camacho (tramo comprendido entre la Zona del Toreo de Cuatro Caminos hasta el límite con Tlalnepantla de Baz entre los límites de los Fraccionamientos de Ciudad Satélite y Santa Mónica)
- Vía Adolfo López Mateos :(Vía semi-paralela al Anillo Periférico Norte, para ingresar a Santa Cruz Acatlán y San Mateo Nopala, tramo comprendido entre el Bosque de los Remedios y al Fraccionamiento Magisterial Vista Bella en Tlalnepantla de Baz)
- Eje 3 NTE avenida Lomas Verdes: inicia en la colonia 10 de Abril en los límites con la Ciudad de México, cruza las distintas Colonias y Fraccionamientos de la parte Norte del Municipio, hasta llegar a la Incorporación de la Autovía Chamapa - Lecheria)
- Vía Doctor Gustavo Baz (tramo comprendido entre San Bartolo y el límite de Ciudad Satélite limitando con el municipio de Tlalnepantla de Baz.
- Av. Primero de Mayo (cercana a las industrias de Alce Blanco y Naucalpan Centro), iniciando en el Anillo Periférico Norte y terminando en una bifurcación hacia la Vía Boulevard Luis Donaldo Colosio, la Vía Doctor Gustavo Baz o avenida Universidad que conecta directamente con la avenida Adolfo López Mateos.
- Av. 16 de Septiembre (vía directa al centro de Naucalpan, pasando por debajo de Periférico y por un número reducido de unidades habitacionales)
- Av. Ingenieros Militares, proveniente de Av. San Esteban (El Molinito) y con dirección al paradero del Metro Cuatro Caminos.
- Diversos circuitos de Ciudad Satélite como Médicos, Escultores, Novelistas y Cirujanos.
- Vía Boulevard Luis Donaldo Colosio (prolongación de la avenida Primero de Mayo)
- Viaducto Elevado Bicentenario (también llamado Segundo Piso del Anillo Periférico): se trata de un segundo piso recorriendo sobre periférico desde lo que antes fue el Toreo de Cuatro Caminos y se planea llegue hasta Tepotzotlán. En la Actualidad se encuentra funcionando solo hasta la entrada a Las Arboledas perteneciente al municipio de Tlalnepantla. Sus singularidades se centran en que es una vialidad de reversible (en la mañana de norte a sur y en las tardes de sur a norte), además del cobro del peaje.
- Autovía Naucalpan-Toluca :Es utilizada para acceder a Naucalpan por San Francisco Chamapa incorporándose a la Vía Boulevard Luis Donaldo Colosio .

Es importante señalar que dentro del territorio comprendido de la zona popular, todas las colonias están conectadas entre sí y una misma calle o avenida puede atravesar varias colonias aledañas.

### Zonas del municipio

#### Zona urbana

Calles de Ciudad Satélite.

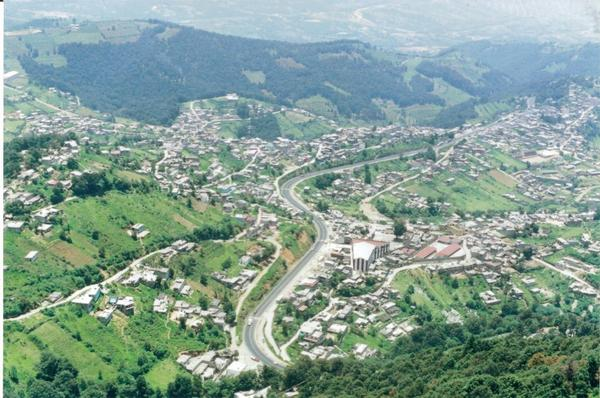
San Francisco Chimalpa, localidad rural del municipio.

Naucalpan de Juárez contiene en su jurisdicción cuatro zonas distintas entre sí: la zona popular, con colonias como El Molinito, San Antonio Zomeyucan, El Country, La Mancha, Colinas de San Mateo Nopala, La Cañada, Nuevo Madín, San Mateo Nopala, Loma Colorada, Las Huertas, La Tolva, El Capulín, San Bartolo, La Guaracha, La Loma, San Esteban, San Luis, La Cañada, San Lorenzo Totolinga y Cuartos Capulín; la zona residencial con fraccionamientos de clase media, media-alta y alta construidos durante mediados de los años 1960, entre los cuales se encuentran Ciudad Satélite, Lomas Verdes, Hacienda de Echegaray, Lomas de Tecamachalco, Lomas del Hipódromo o Jardines de San Mateo, Los Pastores, entre otros. En los últimos años, se han construido nuevos fraccionamientos, como Residencial Lomas Verdes, cercano a Presa Madín.

#### Zona rural

La Mancha, asentamiento popular naucalpense.

En el municipio existen localidades pequeñas integradas a un contexto rural (en la actualidad, casi extintas) zonas importantes de reservas de alimento de autosustento y destinadas a las actividades agropecuarias. Se compone por las localidades como San Francisco Chimalpa, Santiago Tepatlaxco y Villa Alpina. Cuenta con zonas industriales como Parque Industrial Atenco y Parque Industrial Alce Blanco, entre otras.

## Economía
Naucalpan está consolidado como un motor económico a nivel estatal y federal. En la zona colindante con la Ciudad de México, se ubican diversas pequeñas y medianas industrias, entre ellas, laboratorios farmacéuticos, refacciones automotrices, productos químicos, manufactura de textiles e inyección de plásticos. Sin embargo, se ha observado en los últimos un descenso de las actividades industriales, principalmente por razones de excesivos costos de terreno, haciendo imposible la expansión, las confrontaciones con vecinos e irregularidades con procesos burocráticos. Se cree que esta tendencia de desocupación y huida de la industria es irreversible para el municipio, como se observó en el pasado en algunas zonas de la Ciudad de México.
Por otro lado, el sector comercial y de servicios es de importante aportación al PIB. En los últimos cuarenta años se ha tenido un crecimiento estable y considerable, comenzando con la apertura del centro comercial Plaza Satélite en 1971 y La Cúspide Sky Mall en 2007, entre otros. Así mismo, el municipio genera riqueza suficiente para cubrir casi dos veces las necesidades de su población, en comparación con otros municipios que generan un tercio. Junto a Ecatepec de Morelos agrupan el 19% de población del estado y producen poco más del 22% de ingreso de la entidad.

## Política
Cada tres años se realizan elecciones democráticas en marzo para la elección de Presidentes municipales, pero desde el año 2012, se eligió a su representante el 7 de junio, y tenía que rendir protesta como Presidente Municipal el 5 de diciembre. En el pasado tenían otras fechas y el periodo de mandato era de tres años; hasta ahora es de 2 años. De 1940 a 1996 y de 2009 a 2015, el municipio estuvo gobernado por el Partido Revolucionario Institucional (PRI), durante los Comicios Estatales de 1996 se dio alternancia junto con varios municipios del Zona Metropolitana del Valle de México, en el caso de Naucalpan, el ganador fue José Luis Duran Reveles del Partido Acción Nacional (PAN), partido político que estuvo en el poder de manera consecutiva de 1997 a 2009, regresando para el periodo de 2015 a 2018; volviendo a regresar para el periodo de 2021 a 2024, el municipio volvió a marcar alternancia durante las Elecciones Federales y Estatales de 2018, ya que llegaría un partido de posición izquierdista, con el 39.00% de votos Patricia Elisa Duran Reveles llegaría de la mano de Movimiento de Regeneración Nacional (MORENA) para el periodo de 2018 a 2021. A continuación se muestran los alcaldes que han gobernado el municipio desde 1940: 
- Enrique Jacob Gutiérrez (1940-1941)
- Arturo Aceves  (1942-1943)
- Guadalupe Cabañas  (1943-1945)
- Rafael M. Buitrón  (1945-1948)
- Manuel Cano Razo  (1948-1951)
- José Sánchez Elizalde (1951-1954)
- José Guadalupe Navarro Montes de Oca (1954-1957)
- Armando Becerril Estrada (1957-1960)
- Manuel Rodríguez Estrada (1960-1963)
- Enrique Jacob Soriano (1963-1966)
- José Fautsch Beltrán (1966-1969)
- Manuel Mateos Cándano (1969-1971)
- Manuel de la Torre Abedrop (1971-1972)
- Juan Monroy Pérez (1972-1975)
- Alfredo Moreno Ruiz (1975-1978)
- Roberto Soto Prieto (1978-1981)
- Sergio Mancilla Guzmán (1981-1984)
- Luis René Martínez Souvervielle Rivera  (1984-1987)
- Agustín Leñero Bores (1987-1990)
- Roberto Soto Prieto (1990-1992)
- Mario Ruiz de Chávez (1992-1993)
- Enrique Jacob Rocha(1993-1996)
- José Luis Durán Reveles  (1996-2000)
- Eduardo Alfredo Contreras y Fernández  (2000-2003)
- Angélica Moya Marín  (2003-2006)
- José Luis Durán Reveles  (2006-2009)
- Azucena Olivares Villagómez  (2009-2012)
- David Ricardo Sánchez Guevara  (2012-2015)
- Edgar Olvera Higuera  (2016—2018)
- Patricia Elisa Durán Reveles (2019—2021)
- Angélica Moya Marín  (2022-2024)
- Isaac Martin Montoya Márquez  (2025-2027)[26]

## Turismo
Santuario de Nuestra Señora de los Remedios. Magnífica obra que data del siglo XVI, consagrada a la Virgen de los Remedios que fue traída de España por el capitán Gonzalo Rodríguez de Villafuerte. Desde aquella época hasta la fecha, miles de peregrinos acuden al lugar para venerarla.
Acueducto de los Remedios. Magnífica obra hidráulica de excelentes proporciones arquitectónicas del siglo XVIII. Llaman la atención dos peculiares torres en extremos, que simulan las de Babel.
Museo de la Cultura Tlatilca. Recinto cultural que muestra un panorama general de los orígenes histórico-culturales de Naucalpan. Entre su acervo destacan figurillas de barro modeladas al pastillaje, que representan en su mayoría mujeres desnudas bicéfalas, otras figuras antropomorfas, geomorfas, máscaras y objetos de obsidiana.
Parque Naucalli ubicado en el municipio de Naucalpan de Juárez, Estado de México, es una de las principales áreas verdes de la región y un punto de referencia para la recreación, el deporte y la cultura. Con una extensión aproximada de 43 hectáreas, este parque urbano desempeña un papel fundamental en la calidad de vida de los habitantes al ofrecer un espacio para la convivencia familiar y la promoción del bienestar ambiental.
Historia y Desarrollo
El Parque Naucalli, cuyo nombre proviene del náhuatl y significa "Casa de los Cuatro Movimientos", fue inaugurado en 1982 con el propósito de dotar a Naucalpan de un pulmón verde que contrarrestara los efectos del crecimiento urbano. Desde su creación, ha sido un sitio de referencia para la comunidad, evolucionando con el tiempo para adaptarse a las necesidades recreativas y culturales de la población.
A lo largo de los años, el parque ha recibido diversas mejoras en infraestructura y equipamiento, consolidándose como un punto clave para el esparcimiento en la Zona Metropolitana del Valle de México.
Infraestructura y Áreas de Recreación
El Parque Naucalli cuenta con diversas instalaciones diseñadas para fomentar el deporte, la cultura y la integración social. Algunas de las áreas más destacadas son:
Caminos y senderos para caminata y ciclismo, que permiten la práctica de ejercicio en un ambiente natural.
Zonas deportivas, incluyendo canchas de fútbol, básquetbol y áreas de acondicionamiento físico al aire libre.
Foro Felipe Villanueva, un espacio dedicado a la promoción de actividades artísticas y culturales.
Zona canina, habilitada para que los visitantes disfruten del parque en compañía de sus mascotas.
Espacios infantiles, con juegos diseñados para la recreación de niños.
Además, el parque cuenta con áreas de reforestación y conservación ambiental, lo que refuerza su papel como un espacio ecológico dentro de un entorno urbano.
Importancia Ecológica y Ambiental
A pesar de encontrarse rodeado por una de las zonas más densamente pobladas del Estado de México, el Parque Naucalli funciona como un pulmón verde que contribuye a la purificación del aire, la regulación de la temperatura y la captación de agua pluvial. Su vegetación está compuesta principalmente por pinos, eucaliptos y encinos, que proporcionan sombra y un hábitat para diversas especies de aves y pequeños mamíferos.
Sin embargo, al igual que otros parques urbanos, enfrenta retos relacionados con el mantenimiento de su flora, la generación de residuos y la presión del crecimiento urbano. Para mitigar estos problemas, se han implementado programas de reforestación y acciones de sensibilización ambiental entre los visitantes.
Actividades Culturales y Comunitarias
El Foro Felipe Villanueva, ubicado dentro del parque, es un punto clave para la realización de eventos culturales y artísticos. En este espacio se llevan a cabo conciertos, presentaciones teatrales, exposiciones y talleres, lo que convierte al Naucalli en un centro de expresión artística accesible para la comunidad.
Además, el parque es sede de diversos eventos y ferias, como mercados ecológicos, exposiciones de arte y actividades deportivas organizadas por el gobierno municipal y asociaciones civiles.
Retos y Proyectos de Conservación
Si bien el Parque Naucalli es un referente en la oferta de espacios públicos en Naucalpan, su conservación depende de un equilibrio entre el uso recreativo y la protección ambiental. Entre los desafíos que enfrenta destacan:
La generación de residuos por la alta afluencia de visitantes.
El mantenimiento de sus instalaciones para evitar el deterioro de espacios deportivos y culturales.
La presión del desarrollo urbano, que podría afectar su extensión y funcionalidad.
En respuesta a estos retos, se han impulsado iniciativas para fortalecer su vigilancia, mejorar su infraestructura y fomentar la participación ciudadana en su cuidado.

Toreo de Cuatro Caminos. Construcción de singular arquitectura, originalmente concebida como plaza de toros, y convertida en un centro de espectáculos, donde tienen lugar eventos deportivos, artísticos y culturales, que tiene cabida hasta para 13000 espectadores. Actualmente Toreo Parque Central, es el centro comercial más importante de la entidad con una de las inversiones más grandes de la zona metropolitana.

#### Plaza Satélite
En este municipio se encuentra uno de los centros comerciales pioneros en el país establecidos a principios de la década de los setenta del siglo XX: Plaza Satélite. Después de una construcción de aproximadamente tres años, en octubre de 1971 se inauguró este centro comercial, que en sus inicios contaba con cuatro firmas comerciales: Sears Roebuck, El Puerto de Liverpool, Sanborns y París Londres, de los cuales solo los tres primeros continúan operando. Además de estas tiendas, actualmente existen decenas de locales comerciales. Cuenta con innumerables tiendas departamentales, cines, restaurantes, centros nocturnos y estacionamientos.

#### Toreo Parque Central
El complejo de usos múltiples Toreo Parque Central ubicado en Naucalpan, Estado de México. Cuenta con un espacio construido de 477 mil metros cuadrados, e incluye un centro comercial de cinco niveles, tres torres de oficinas y un hotel cinco estrellas bajo la marca Fiesta Americana, con 245 habitaciones.
Anteriormente, El Toreo era una plaza de toros, que durante muchos años estuvo sin utilizarse para esos fines, estando en total abandono por lo que en esta zona aumentó la inseguridad por muchos años, ya que siendo un lugar muy transitado por muchas personas que se trasladan del Estado de México al DF era aprovechado por delincuentes.
Actualmente toreo parque central, en el centro comercial más importante de la entidad con una de las inversiones más grandes de la zona metropolitana.

#### Nido de Quetzalcóatl
El Nido de Quetzalcóatl es un proyecto arquitectónico del arquitecto Javier Senosiain del año 2000.
Es un hábitat que busca integrar a los humanos a la naturaleza, evitando afectar al ecosistema local. A un costado de El Nido se encuentra el Parque Quetzalcóatl, un proyecto creado para la preservación de este pulmón verde al norponiente de la Ciudad de México.

## Museos
- Museo Tlatilca[29]
- Museo del Agua
- Museo Salón Deporte

## Teatros
- Teatro Cuautémoc IMSS
- Teatro Javier Barrios Sierra
- Nuevo Teatro las Torres
- Teatro de la Ciudad Bicentenario
- Teatro Isidro Fabela

## Casas de cultura
- Centro de Cultura Ágora[30]
- Centro Cultural Acatlán[31]
- Casa de Cultura Parque Naucalli[32]
- Casa de Cultura Chamapa[33]

## Fototecas
- Fototeca del Centro de Documentación e Investigación de la Comunidad Judío de México.[34]

## Demografía
| Gráfica de evolución demográfica de Municipio de Naucalpan de Juárez entre 1900 y 2020            |
|                                                                                                   |
| Población de los censos del Instituto Nacional de Estadística y Geografía (INEGI) de 1900 a 2020. |

## Grupos étnicos
Actualmente, sólo en las comunidades campesinas de San Francisco Chimalpa y Santiago Tepatlaxco quedan núcleos que aún pueden ser considerados como descendientes de los antiguos otomíes que poblaron toda esta región. En 1995, de una población de 747 342 mayor de 5 años: 19 978 hablaban alguna lengua indígena, lo cual representan el 2.67 %. La forma de vestir de las personas mayores, que aún hablan otomí en Santiago Tepatlaxco; los hombres se vestían de calzón de manga larga de manta y camisa blanca, las mujeres con su chincuete y faldas de diversos colores.

## Cultura y patrimonio

### Arquitectura
Museo de la Cultura Tlatilca

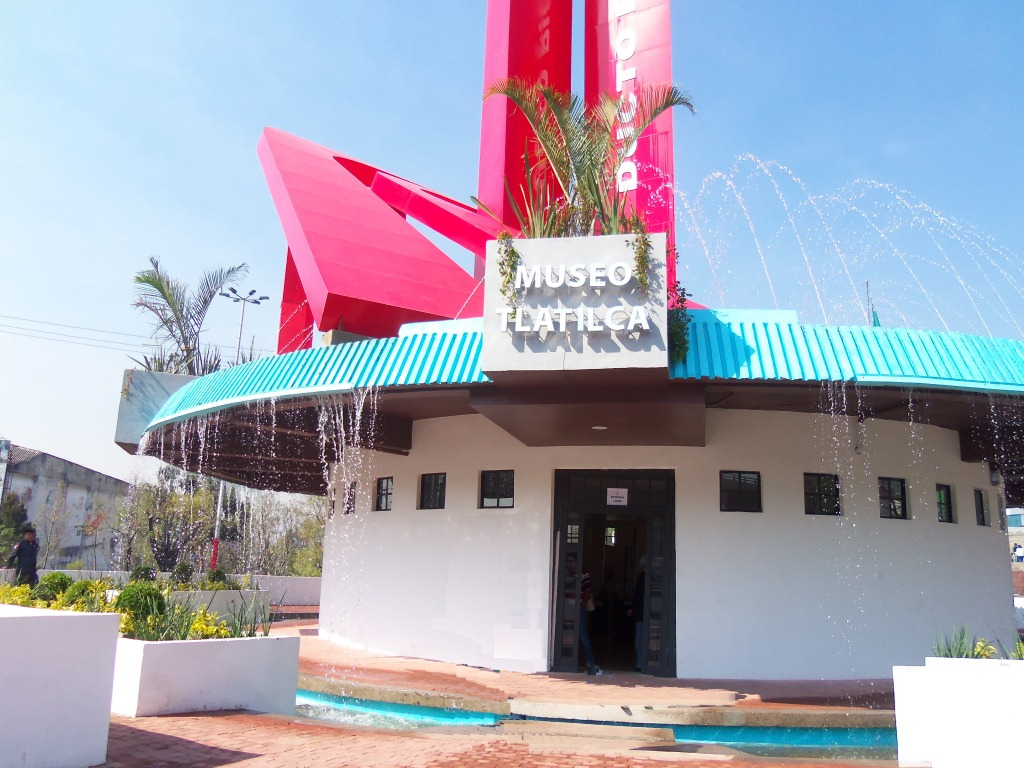
Nuevo Museo Tlatilca

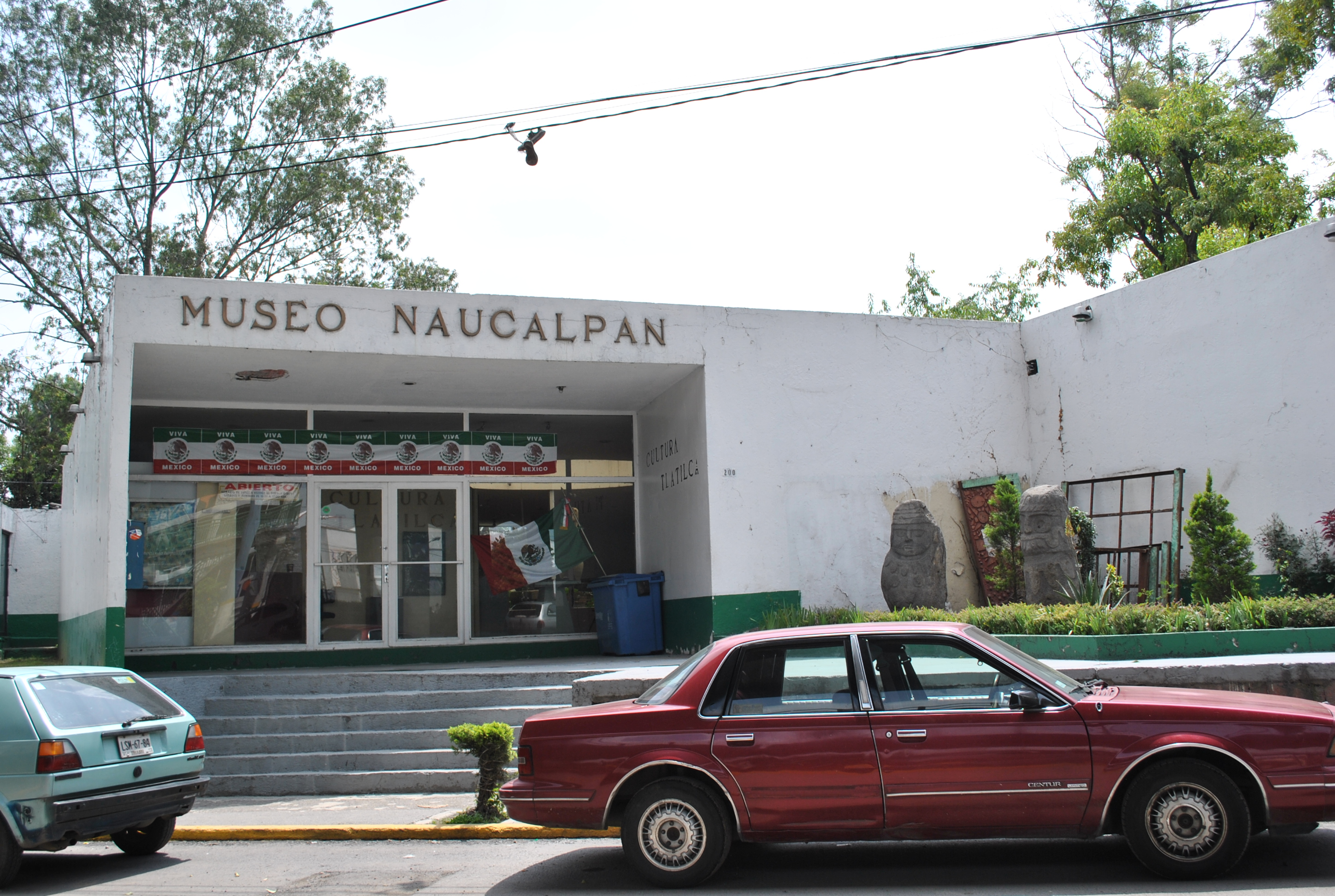
Museo Naucalpan (hoy en día el Hospital Médico Veterinario)

Ubicado en la calle Ozumba 15 de la Colonia El Conde, es un museo donde se exhiben las maravillas de la cultura Tlatilca. La cultura de Tlatilco es una cultura arqueológica que floreció en el Valle de México en el Preclásico Medio de Mesoamérica (ss. XIII-VIII a. C.) Entre otros sitios relacionados con la cultura de Tlatilco se encuentran Tlatilco, Tlapacoya y Coapexco
Durante el florecimiento de Tlatilco también tuvo lugar un incremento en las relaciones comerciales panmesoamericanas. Las principales mercancías en ese tiempo fueron el cinabrio, la obsidiana, las piezas de jade y otros chalchihuites (piedras verdes) así como la alfarería.
Exhibe aproximadamente 250 piezas de la civilización tlatilca, primera cultura que se estableció en Naucalpan. Tlatilco significa: Lugar de los Montículos, Venir a quemar o Venir a esconder. Entre sus piezas más famosas están: El Acróbata, La Venus de Tlatilco, y la Bailarina con Cascabeles.
Fuera de sus instalaciones se muestran dos esculturas relacionadas con Tláloc encontradas en el Cerro de Moctezuma. El cerro de Moctezuma es catalogado como zona arqueológica en 1992, fue un observatorio de la cultura Tlatilca.
El Nuevo Museo Tlatilca se inauguró el 29 de marzo del 2012 y se ubica frente al palacio municipal y está abierto al público de manera gratuita. Alberga una exposición de 50 piezas; en él se encuentran vasijas y figuras de esta cultura prehispánica que floreció en Naucalpan hace 3000 años. Este espacio cuenta con una superficie de 500 metros cuadrados y consta de dos torres, además, en la parte superior tiene una fuente multicolor con un espejo de agua, dos chorros principales y una corona perimetral de chorros con iluminación multicolor. Consta de un monumento escultórico, cuyo corazón lo ocupa el Museo Tlatilca.
En el área de circulación entre los pasillos se ubica un río perimetral y seis jardineras que son bañadas por el rocío de seis cortinas de agua que nacen del espejo de la fuente.
Localizada en la colonia El Conde, la Pirámide del Conde, fue descubierta en 1907 por el célebre arqueólogo Manuel Gamio. Data del posclásico y comprende una plataforma cuadrangular en donde estaba un tecpan o palacio de la nobleza. Es llamada así por encontrarse en los terrenos cuyo propietario era entonces Don Manuel Conde. Este lugar era destinado para las labores domésticas de las familias de los gobernantes lo que incluía cocinas y áreas de convivencia.
En 2002, por decreto presidencial se denominó zona cultural protegida por el INAH.

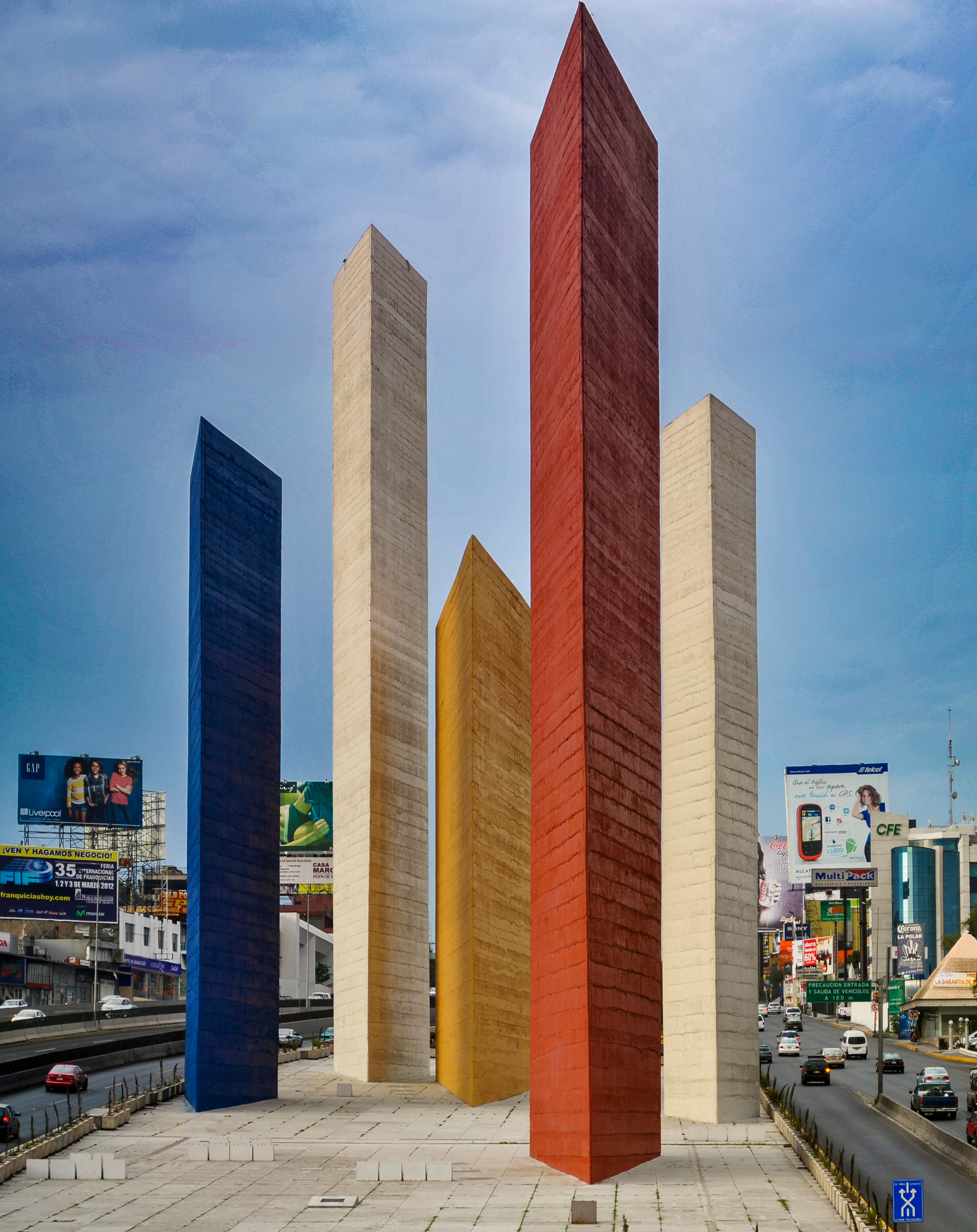
Torres de Satélite
Estas esculturas están localizadas en Ciudad Satélite, una zona residencial en el norte de Naucalpan y ubicada junto al parque cultural y recreativo Naucalli. Esta es una de las grandes obras escultóricas del país. Su planeación se inició en 1957 basándose en una las ideas del escultor Mathias Goeritz, del ingeniero mexicano Luis Barragán Morfín (único arquitecto mexicano ganador de un premio Pritzker en 1980) y del pintor Jesús Reyes Ferreira por iniciativa de Mario Pani Darqui, quien requería presentar un proyecto integral al presidente Miguel Alemán Valdés. El proyecto fue originalmente planeado para estar compuesto por siete torres, con la más alta alcanzando los 200 metros, pero una reducción del presupuesto obligó a rediseñar el conjunto a sólo cinco torres, con la mayor midiendo 52 metros y la menor 30 metros. Fueron erigidas en una plazoleta asentada en una loma de la antigua Hacienda del Pirul.
Actualmente su entorno visual y su integridad fueron trastocadas por el paso del Viaducto Bicentenario en uno de sus costados.
Estas han sido sitio para filmaciones de varios videos musicales tales como:
•Café Tacvba - Video de la canción "Ingrata” - 1995
•West Life - Video de la canción "Fool Again" - 1999
•Café Tacvba - Video de la canción "Volver a comenzar” - 2007
Teatro Bicentenario
El Teatro Bicentenario representa uno de los espacios culturales más relevantes del Naucalpan, construido a un costado de palacio municipal; cuenta con 720 butacas. Ahí se llevan a cabo obras teatrales, conciertos, actos políticos y diversos eventos culturales y artísticos.
Acueducto de los Remedios
Está ubicado en lo que correspondía anteriormente al poblado de Los Remedios (y que hoy forma parte de la mancha urbana). Es un monumento que data del periodo colonial y que se pensaba sirviera para llevar agua del ejido de San Francisco Chimalpa al pueblo de Los Remedios, alrededor del santuario del mismo nombre.
Se sabe que tal obra fue llevada a cabo en la segunda mitad del siglo XVII, cuando se levantaron los arcos de medio punto, que en total suman 50 y que alcanzan una altura máxima de 16 metros y cubren en total una distancia de 500 metros. Están elaborados en cantera del sitio labrada en bloques rectangulares y las juntas se realizaron con un mortero de cal y arena; la obra se realizó bajo el mando del maestro Ildefonso de Iniesta Bejarano y Durán.
Anterior a los arcos que se levantaron en el lugar, se tiene conocimiento y muestra de que se levantó otra obra que forma parte del conjunto y que se pensó también para llevar agua al poblado de los Remedios, de la cual se concluyó parte en la primera mitad del siglo XVII por órdenes del entonces virrey Diego Fernández de Córdoba; y que consta de una cañería subterránea que llevaría el agua hasta el poblado y la entonces ermita mediante un sifón, cuya ingeniosa decisión e idea para depositar el agua (de la zona baja) hasta ese punto elevado fue la de realizar dos torres cuyo aspecto tosco y escalonado figuran "Torres de Babel"; éstas fueron diseñadas con la función de almacenar el agua y eliminar el aire de su interior. Actualmente se les conoce de forma local como "los Caracoles".
La obra nunca entró en uso, y actualmente la mancha urbana y sus asentamientos surgidos a los lados de la misma impiden que sean apreciadas en toda su monumentalidad. Hace poco se llevó a cabo un plan de rescate de la obra hidráulica y su alrededor.
Basílica de los Remedios
Se inició su construcción en 1574 y alberga una imagen de la Virgen de los Remedios que data del siglo XVI de 27 centímetros de alto, hecha en talla estofada policromada. Su rostro fue restaurado posteriormente y la peana con la referencia apocalíptica de la luna es de 1810. El templo es de planta de cruz latina y ha sido modificado significativamente, pero en su interior se conserva el camarín de la Virgen, ricamente decorado al estilo barroco en 1692. Dentro del conjunto de la basílica, hay un atrio amurallado construido en 1972 y una capilla abierta en forma de anfiteatro con gradería que preside una escultura monumental de San Miguel Arcángel obra de Federico Mosqueda, hecho en 1950; así como las esculturas del Sagrado Corazón de Jesús de Isaías Cervantes y el Monumento a la Corona de Cristo Rey. En el claustro del templo se encuentra una importante colección de ex-votos.
Zona arqueológica "El Conde"
Fue descubierta en 1907 por el arqueólogo Manuel Gamio y se construyó en el periodo Posclásico.
El Conde conserva este nombre desde el siglo XIX, debido a que en la parte alta de la colina vivía un tal Manuel Conde, por lo que se le conocía al lugar como el "Cerrito del Conde".
La zona arqueológica comprende una plataforma rectangular, donde en la época prehispánica se encontraba un tecpan o palacio de la nobleza. Al parecer, la estructura corresponde a la fase Azteca III. El tecpan era uno de los edificios más importantes de cada comunidad, pues en él residía la nobleza. También en ellos se realizaban actividades administrativas y reuniones de los consejos locales, en las que se tomaban decisiones políticas.
Cerro de Moctezuma
Fue declarado zona arqueológica en 1992 por el Instituto Nacional de Antropología e Historia. Alberga en su cima un basamento mexica, asociado a la adoración del dios Tláloc. Se han hallado diversos elementos arqueoastronómicos. En los últimos años se ha usado zona de los Scouts del grupo 87.

## Educación

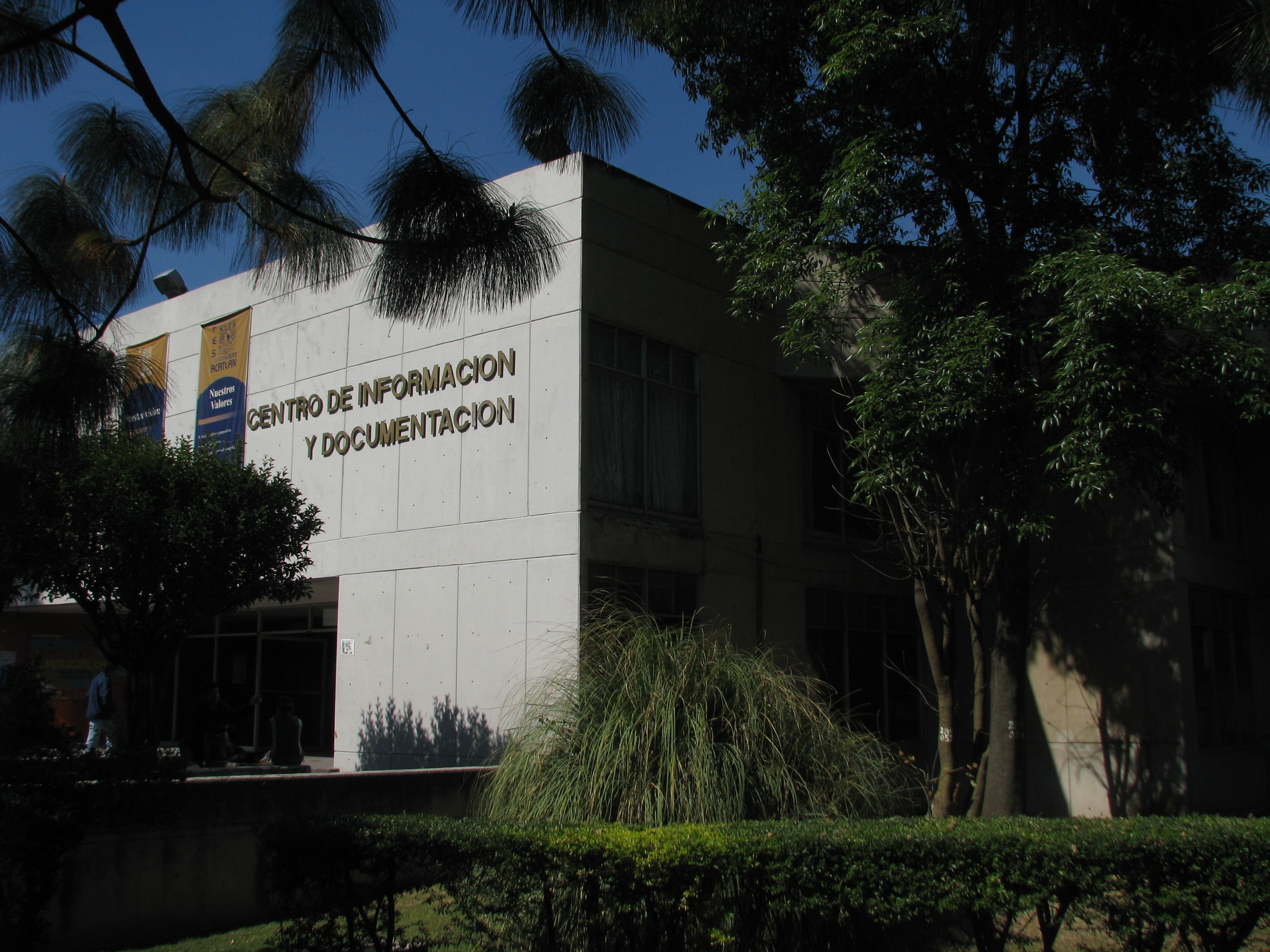
El Centro de Información y Documentación de la FES Acatlán y el Colegio de Ciencias y Humanidades Plantel Naucalpan. Su acervo biblio-hemerográfico es el más grande en la entidad.

En Naucalpan se encuentran la Facultad de Estudios Superiores Acatlán (FES Acatlán) y el Colegio de Ciencias y Humanidades Plantel Naucalpan (CCH-N) , ambas instituciones de la Universidad Nacional Autónoma de México, la FES-A ocupa el tercer lugar a nivel nacional, solo debajo de su hermana Ciudad Universitaria y el Instituto Politécnico Nacional .
Dentro de sus límites se pueden encontrar instituciones como la Escuela Superior de Ingeniería y Arquitectura Unidad Tecamachlaco del Instituto Politécnico Nacional (IPN) donde se imparte la carrera de Ingeniero Arquitecto; la Escuela Normal de Naucalpan, la Universidad Nacional Rosario Castellanos plantel Naucalpan, ICATI "EDAYO NAUCALPAN" Instituto de Capacitación y Adiestramiento para el Trabajo Industrial (ICATI), CONALEP I y II.

### Instituciones terciarias públicas
- De la Universidad Nacional Autónoma de México se encuentra la Facultad de Estudios Superiores Acatlán, que se encuentra entre las cien mejores universidades a nivel mundial y el primer lugar a nivel nacional.
- Del Instituto Politécnico Nacional se encuentra la Escuela Superior de Ingeniería y Arquitectura
- La Escuela Normal de Naucalpan por parte del Gobierno Federal.
- Universidad Nacional Rosario CastellanosPlantel Naucalpan.

### Instituciones terciarias privadas
- Universidad del Valle de México (UVM)
- Universidad Franco Mexicana (UFRAM)
- Universidad Mexicana (UNIMEX)
- Universidad Insurgentes
- Universidad Anáhuac (Norte)
- Centro de Estudios en Alta Dirección
- Centro Universitario de Humanidades
- Centro Universitario de Mercadotecnia y Publicidad (CUMP)
- Colegio Citlalli
- Colegio Cristóbal Colón
- Colegio en Alta Dirección de Empresas (CADE)
- Colegios La Salle del Estado de México
- Colegio Superior de Gastronomía
- Escuela de Medicina Tominaga Nakamoto
- Instituto Mexicano de la Pareja
- Internacional de Idiomas (INTER)
- Universidad de Norteamérica (UN)
- Universidad Gestalt de América (UNIGEA)
- Universidad Justo Sierra
- Centro tecnológico de estudios superiores del valle de México (CUVM)
- Universidad Latinoamericana (ULA)

### Escuelas primarias y secundarias
Escuelas internacionales
- Colegio Alemán Alexander von Humboldt Campus Norte (Campus Nord), anteriormente el Campus Lomas Verdes[41]
- Colegio Greengates
- British American School[42]

Escuelas secundarias públicas
- Escuela Secundaria General n.º 34 "Profr. Lauro Aguirre"[43]
- Escuela Secundaria Otilio Montaño n.º 119
- Escuela Secundaria No.96 Miguel De Cervantes
- Escuela Secundaria Federal n.º 48 HUEMAC
- Escuela Secundaria Oficial n.º 0176 Leyes de Reforma
- Escuela Secundaria Oficial n.º 0097 Leandro Valle
- Escuela Secundaria Oficial n.º 0490 "Ateneo de la Juventud"

Otras escuelas
- Instituto Irlandés
- Escuela Sierra Nevada Plantel San Mateo
- Colegio Cristóbal Colón[44]
- Colegio Miraflores[45]
- Academia Maddox[46]
- Justo Sierra Plantel San Mateo[47]
- Instituto Juventud del Estado de México

## Deporte
Naucalpan es una ciudad destacada en el deporte, pues desde Seúl 1988 a Pekín 2008 ha tenido importantes participaciones, es el municipio mexicano con la mayor cantidad de medallistas olímpicos que al menos son avecindados, por encima de estados como Nuevo León y Jalisco juntos.
Algunos de los medallistas olímpicos originarios de Naucalpan son Soraya Jiménez, Fernando Platas y Tatiana Ortiz.

### Beisbol
En lo referente al béisbol (en español mexicano, no se acostumbra escribir los nombres de los deportes con acento gráfico), el municipio alberga un deportivo no oficial, el Deportivo Moisés Goñi, que a la fecha se halla sin el mantenimiento necesario.

### Boxeo
En sus tiempos, el Toreo de Cuatro Caminos fue una de las catedrales del boxeo a nivel nacional, pues fue sede de peleas de campeonato mundial, como las disputadas por Rubén Olivares.

### Charrería
La charrería en Naucalpan tiene presencia desde el año de 1800 por lo que es pionero en la práctica de la misma en el Valle de México. El Lienzo Charro Manuel Ávila Camacho es de los más tradicionales del país ya que la Agrupación Manuel Ávila Camacho integrada por Moisés Becerril Rosas, Horacio López Becerril, Félix Díaz, Alejandro Becerril entre otros, logró el campeonato nacional durante 4 años consecutivos de 1961 a 1964, hazaña jamás igualada por ninguna otra agrupación también y que llevó a Moisés Becerril Rosas a entrar al Salón de la Fama de la Charrería en 2009.
En Naucalpan hay dos lienzos charros, el mencionado Ávila Camacho ubicado en la cabecera municipal y el Lienzo Charro La Florecita en San Mateo.

### Tauromaquia
En el año 2008 se demolió el Toreo de Cuatro Caminos, una plaza de toros convertida en un complejo de espectáculos de grandes dimensiones, anfitrión de diversos encuentros deportivos, lucha libre, conciertos, y tauromaquia.

### Fútbol americano
La zona conocida como Ejido del Oro alberga a cinco equipos de fútbol americano amateur: Perros Negros, Bucaneros de Satélite, Pieles Rojas, Redskins, Cowboys y Troyanos, así como los equipos de liga mayor Pumas de la Facultad de Estudios Superiores Acatlán y los Linces de la Universidad del Valle de México (UVM). Todos con sus respectivas áreas de entrenamiento y de juego.
En el ámbito profesional se encuentran los Raptors de la Liga de Fútbol Americano Profesional de México.

### Lucha libre
La Arena Naucalpan es un recinto de lucha libre muy popular entre la población naucalpense y cuenta con fama internacional, esta arena es propiedad de la familia Moreno y es la tercera más importante del país solo por debajo de la Arena Coliseo y la Arena México. El lugar se caracteriza por ser muy solicitado para grabar comerciales referentes a la lucha libre así como también para filmar algunas películas entre las que destaca Nacho Libre.

### Tenis
Naucalpan ha sido sede de la Copa Internacional Casablanca de tenis, uno de los torneos juveniles más importantes a nivel mundial.

### Fútbol Soccer
En mayo del 2020, se hizo oficial la presentación del equipo de fútbol Soccer Industriales de Naucalpan F.C., perteneciente a la Liga de Balompié Mexicano, su sede es el Estadio José Ortega Martínez, ubicado dentro de las instalaciones de la Universidad del Valle de México Campus "Lomas Verdes". Asimismo, en el perímetro del Parque Naucalli en Satélite. Se ubican las instalaciones del equipo amateur de fútbol Atlético Echegaray.